# Pierre-Joseph Proudhon
Pierre-Joseph Proudhon   (Besançon, 15 de gener de 1809 - Passy, 19 de gener de 1865) va ser un dels pares de l'anarquisme modern. Actiu combatent contra el poder i l'estat, Proudhon va ser un dels principals ideòlegs dels nous socialismes que succeïren als corrents historiogràficament anomenats de «socialisme utòpic». Al costat de Karl Marx – amb el qual tingué, en un principi, una ferma amistat que derivà en una forta rivalitat personal i política – s'encarregà d'establir els fonaments d'una de les dues branques del socialisme de la segona meitat del segle xix: l'anarquisme. Justament, fou el primer pensador llibertari que emprà aquest terme per a definir unes idees o ideals socialistes concrets. Les bases de l'antiestatisme, el federalisme social (a partir del principi federatiu) i el mutualisme aparegueren en Proudhon. Sintetitzen la visió col·lectivista de l'anarquisme, que compartí, en certa manera, amb Mikhaïl Bakunin, l'altre gran pensador i activista anarquista de llavors.
Va ser la primera persona que es va declarar anarquista, fent servir aquest terme, i és àmpliament considerat com un dels teòrics més influents de l'anarquisme. Proudhon es va convertir en membre del Parlament francès després de la Revolució de 1848, després es va referir a si mateix com a federalista. Proudhon va descriure la llibertat que perseguia com «la síntesi de comunitat i propietat». Alguns consideren que el seu mutualisme forma part de l'anarquisme individualista, mentre que altres el consideren part de l'anarquisme social.

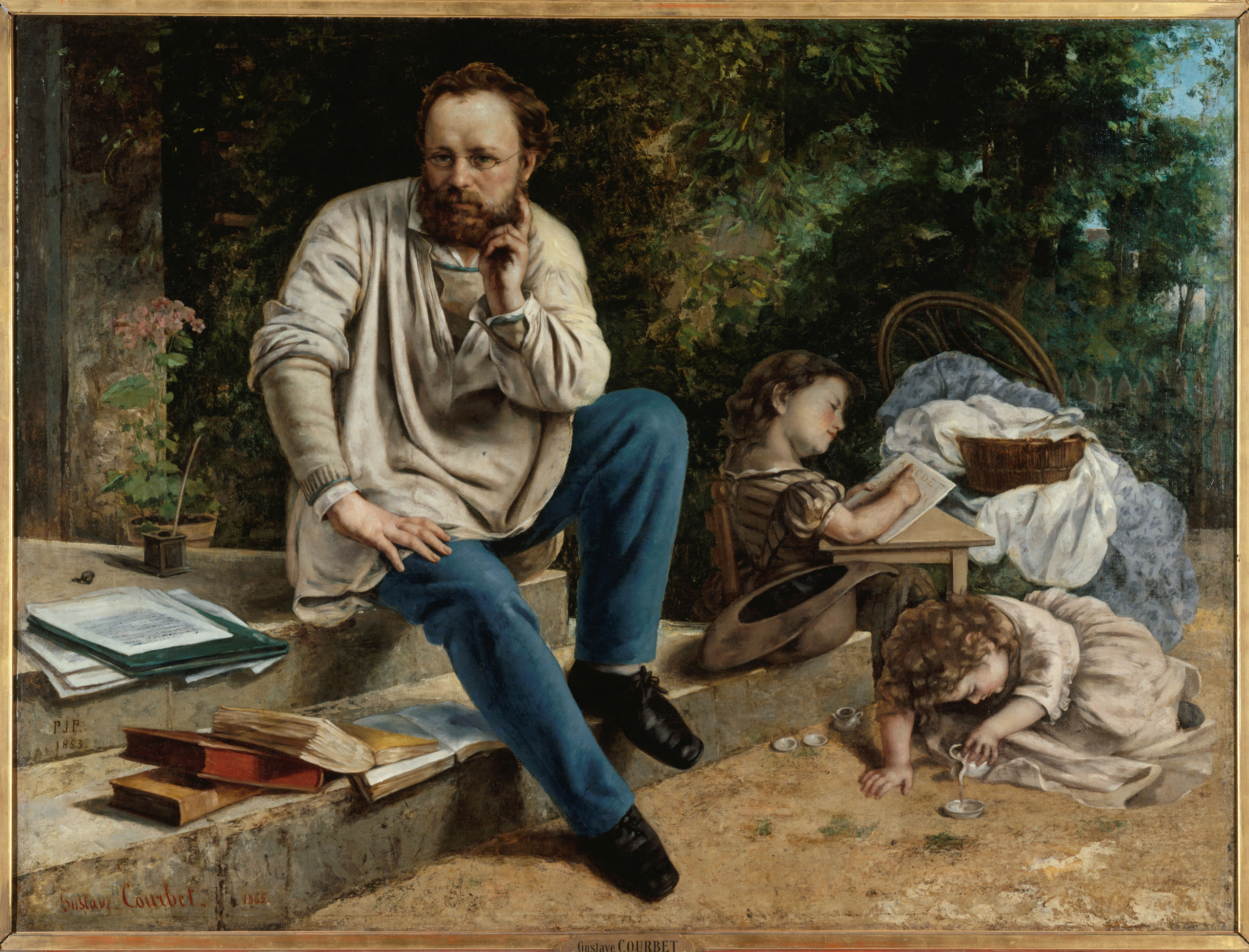
Proudhon segons Gustave Courbet (1865)

En afirmar el mutualisme, Proudhon concep un sistema molt particular, allunyat del comunisme fourierista i del terme col·lectivisme en si, del qual recelava, per bé que tradicionalment hom considera Proudhon en la línia de l'anarco-col·lectivisme. La idea de mutualisme proudhonià es lliga a la seva concepció de la propietat, forjada principalment en Qu'est ce que la propriété? (1840). En aquesta obra, l'autor descriu una complexa semblança d'una «propietat federativa». Formalment, Proudhon s'oposa a la propietat comuna i col·lectiva, de la mateixa manera que s'oposa a la propietat privada («la propietat és un robatori»). L'autora trotskista Annie Kriegel ha definit la idea de la propietat proudhoniana com una «copropietat de mà comuna» (Kriegel, 1968: 39), que va ser l'essència del seu mutualisme. Aquesta idea tan singular i particular de propietat fou el blanc de les crítiques de Karl Marx, que l'acusava d'«utopista petitburgès» (Gurvitch, 1965: 53).
Proudhon, que va néixer a Besançon, va ser un impressor que va ensenyar el llatí per si mateix per imprimir millor els llibres en la llengua. La seva afirmació més coneguda és que «la propietat és robatori!», continguda en la seva primera gran obra, Què és la propietat? O, una investigació sobre el principi de dret i govern (Qu'est-ce que la propietat? Recherche sur le principe du droit et du gouvernement), publicat el 1840. La publicació del llibre va cridar l'atenció de les autoritats franceses. També va atreure l'escrutini de Karl Marx, que va iniciar una correspondència amb el seu autor. Tots dos es van influir mútuament i es van conèixer a París mentre Marx hi era exiliat. La seva amistat finalment va acabar quan Marx va respondre a El sistema de contradiccions econòmiques o La filosofia de la pobresa de Proudhon amb el provocadorament titulat La pobresa de la filosofia. La disputa es va convertir en una de les fonts de l'escissió entre les ales anarquistes i marxistes de l'Associació Internacional de Treballadors. Uns quants com Edmund Wilson han afirmat que l'atac de Marx a Proudhon va tenir el seu origen en la defensa d'aquest últim de Karl Grün, a qui Marx no li agradava amargament, però que havia estat preparant traduccions de l'obra de Proudhon.
Proudhon va afavorir els consells obrers i les associacions o cooperatives, així com la possessió individual obrera/camperola per sobre de la propietat privada o la nacionalització de la terra i els llocs de treball. Considerava que la revolució social era possible d'una manera pacífica. Proudhon va intentar, sense èxit, crear un banc nacional, per ser finançat pel que es va convertir en un intent fallit d'impostar la renda als capitalistes i als accionistes. Similar en uns quants aspectes a una cooperativa de crèdit, hauria donat préstecs sense interessos. Després de la mort del seu seguidor Mikhaïl Bakunin, el socialisme llibertari de Proudhon va divergir en anarquisme individualista, anarquisme col·lectivista, anarcocomunisme i anarcosindicalisme, amb notables defensors com Carlo Cafiero, Joseph Déjacque, Peter Kropotkin i Benjamin Tucker.

## Biografia

### Primers anys i educació
Proudhon va néixer a Besançon, França, el 15 de gener de 1809 al número 23 de la Rue du Petit Battant al suburbi de Battant. El seu pare Claude-François Proudhon, que treballava com a cerveser i toller, era originari del poble de Chasnans, prop de la frontera amb Suïssa. La seva mare Catherine Simonin era de Cordiron. Claude-François i Catherine van tenir cinc fills junts, dos dels quals van morir ben joves. Els germans de Proudhon Jean-Etienne i Claude van néixer el 1811 i el 1816 respectivament i tots dos van mantenir una relació molt estreta amb Proudhon.
De nen, treballava sobretot a la taverna familiar, ajudava amb les tasques bàsiques agrícoles i passava temps jugant a l'aire lliure al camp. Proudhon no va rebre cap educació formal quan era nen, però la seva mare li va ensenyar a llegir, que li va fer escriure paraules als tres anys. Tanmateix, els únics llibres als quals Proudhon va estar exposat fins als 10 anys van ser els Evangelis i els quatre fills d'Aimon i uns quants almanacs locals. L'any 1820, la mare de Proudhon va començar a tractar d'ingressar-lo al col·legi de la ciutat de Besançon. La família era massa pobre per pagar la matrícula, però amb l'ajuda d'un dels antics empresaris de Claude-François, va aconseguir guanyar una beca que li deduïa 120 francs anuals del cost. Proudhon no podia permetre's coses bàsiques com llibres o sabates per anar a l'escola, cosa que li va causar grans dificultats i sovint el va fer objecte de menyspreu pels seus companys més rics. Malgrat això, Proudhon va mostrar una gran voluntat d'aprenentatge i va passar molt de temps a la biblioteca de l'escola amb un munt de llibres, explorant una varietat de temes en el seu temps lliure fora de classe.

### Entrada al comerç de la impremta
El 1827, Proudhon va començar un aprenentatge en una impremta a la casa de Bellevaux a Battant. La Setmana Santa de l'any següent es traslladà a una impremta de Besançon propietat de la família d'un dels seus companys d'escola, Antoine Gauthier. Besançon era un important centre de pensament religiós en aquell moment i la majoria de les obres publicades a Gauthier eren obres eclesiàstiques. Durant el seu treball, Proudhon va passar hores cada dia llegint aquesta literatura cristiana i va començar a qüestionar moltes de les seves creences religioses de llarga data, que finalment el van portar a rebutjar completament el cristianisme. En el seu primer llibre, Què és la propietat?, va afirmar que el seu viatge religiós va començar amb el protestantisme i va acabar sent un neocristià.
Amb els anys, Proudhon es va convertir en un corrector de la premsa, corregint les seves publicacions. El 1829, va començar a interessar-se més per les qüestions socials que per la teoria religiosa. Durant aquest període va tenir especial importància la seva trobada amb Charles Fourier, que el 1829 va arribar a Gauthier com a client que buscava publicar la seva obra Le Nouveau Monde Industriel et Sociétaire. Proudhon va supervisar la impressió del llibre, la qual cosa li va donar una àmplia oportunitat de parlar amb Fourier sobre una varietat de qüestions socials i filosòfiques. Aquestes discussions van deixar una forta impressió en Proudhon i el van influir al llarg de la seva vida. Va ser també durant aquest temps quan Proudhon va formar una de les seves amistats més properes amb Gustave Fallot, un erudit de Montebéliard que provenia d'una família d'industrials francesos rics. Impressionat per les correccions de Proudhon d'un dels seus manuscrits llatins, Fallot va buscar la seva amistat i aviat els dos passaven regularment les vetllades junts discutint la literatura francesa de Michel de Montaigne, François Rabelais, Jean-Jacques Rousseau, Voltaire, Denis Diderot i molts altres autors. a qui Proudhon no havia estat exposat durant els seus anys de lectures teològiques.

### Decisió de dedicar-se a la filosofia i l'escriptura

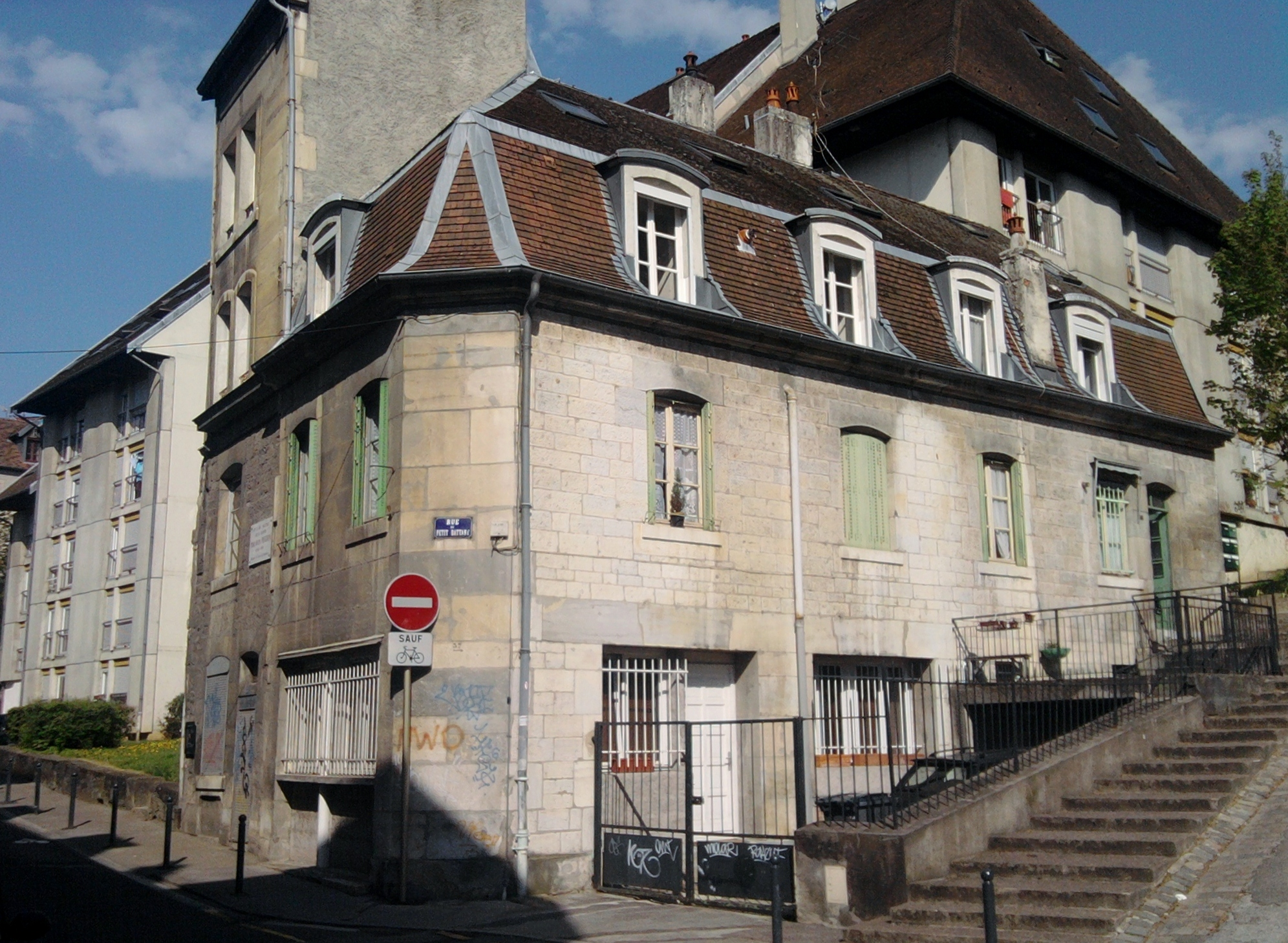
La casa de Besançon on va néixer Proudhon

El setembre de 1830, Proudhon es va certificar com a compositor d'ofici. El període següent va estar marcat per l'atur i la pobresa, amb Proudhon viatjant per França (també breument a Neuchâtel, Suïssa) on va buscar sense èxit una feina estable a la impremta i com a mestre d'escola. Durant aquest període, Fallot va oferir ajuda econòmica a Proudhon si venia a París per estudiar filosofia. Proudhon va acceptar la seva oferta malgrat les preocupacions sobre com podria interrompre la seva carrera en el comerç de la impremta. Va caminar de Besançon a París, arribant al març a la Rue Mazarin al Barri Llatí, on Fallot vivia en aquell moment. Proudhon va començar a barrejar-se entre el cercle d'estudiosos metropolitans que envoltava Fallot, però es va sentir fora de lloc i incòmode enmig de persones més riques i més acostumades al debat acadèmic. Finalment, Proudhon va descobrir que preferia passar la major part del seu temps estudiant sol i que no li agradava la vida urbana, desitjant tornar a casa a Besançon. L'epidèmia de còlera a París li va concedir el seu desig, ja que Fallot va patir la malaltia, el que el va fer incapaç de suportar econòmicament a Proudhon. Després de la marxa de Proudhon, no va tornar a veure mai més Fallot (que va morir el 1836). No obstant això, aquesta amistat va ser un dels esdeveniments més importants de la vida de Proudhon, ja que és el que el va motivar a abandonar l'ofici d'impremta i continuar els seus estudis de filosofia.
Després d'una empresa d'impressió sense èxit el 1838, Proudhon va decidir dedicar-se plenament a les activitats erudites. Va sol·licitar la Suard Pension, una beca que li permetria estudiar a l'Acadèmia de Besançon. Proudhon va ser seleccionat entre uns quants candidats principalment pel fet que els seus ingressos eren molt més baixos que els altres i els jutges van quedar molt impressionats per la seva escriptura i el nivell d'educació que tenia i que havia adquirit mentre treballava com a artesà. Proudhon va arribar a París a finals de la tardor de 1838.

### Primers escrits
L'any 1839, l'Acadèmia de Besançon va celebrar un concurs d'assaig sobre el tema de la utilitat de la celebració del diumenge pel que fa a la higiene, la moral i la relació de la família i la ciutat. L'entrada de Proudhon, titulada De la Célébration du dimanche, utilitzava essencialment el tema de l'assaig com a pretext per discutir una varietat d'idees polítiques i filosòfiques i s'hi poden trobar les llavors de les seves idees revolucionàries posteriors. Moltes de les seves idees sobre l'autoritat, la moral i la propietat van pertorbar els jutges d'assaig de l'Acadèmia i Proudhon només va rebre la medalla de bronze (cosa de la qual Proudhon s'enorgulleix perquè sentia que això era un indicador que la seva escriptura feia sentir incòmodes els acadèmics d'elit).
El 1840, Proudhon va publicar la seva primera obra Qu'est-ce que la propriété?, o Què és la propietat? La seva tercera memòria sobre la propietat va ser una carta a l'escriptor fourierista Considérant, publicada el 1842 sota el títol Advertència als propietaris. Proudhon va ser jutjat per això a Besançon, però va ser absolt quan el jurat va considerar que no el podien condemnar per una filosofia que ells mateixos no podien entendre. El 1846, va publicar el Système des contradictions économiques ou Philosophie de la misère (El sistema de contradiccions econòmiques o La filosofia de la pobresa) que va provocar una crítica d'un llibre de Karl Marx titulada La pobresa de la filosofia, iniciant una fractura entre anarquisme i Marxisme i anarquistes i marxistes que seria continuat pels bakuninistes i anarquistes col·lectivistes (els seguidors de Mikhail Bakunin) a la Primera Internacional i que perdura fins als nostres dies.
Durant un temps, Proudhon va dirigir una petita impremta a Besançon, però sense èxit. Després, es va connectar com una mena de gerent amb una empresa comercial a Lió, França. El 1847, va deixar aquesta feina i finalment es va instal·lar a París, on ara s'estava fent famós com a líder de la innovació. En aquest any, també es va convertir en francmaçó.
A Espanya, Ramón de la Sagra va establir la revista anarquista El Porvenir a La Corunya l'any 1845 que es va inspirar en les idees de Proudhon. El polític català Francesc Pi i Margall es va convertir en el principal traductor de les obres de Proudhon al castellà i més tard va ser breument president d'Espanya el 1873 mentre era el líder del Partit Republicà Democràtic Federal. Segons George Woodcock, «les traduccions havien de tenir un efecte profund i durador en el desenvolupament de l'anarquisme espanyol després de 1870, però abans d'aquest moment les idees proudhonianes, tal com les interpretava Pi, ja van proporcionar bona part de la inspiració del moviment federalista. que va sorgir a principis de la dècada de 1860». Segons l’Encyclopaedia Britannica, «durant la revolució espanyola de 1873, Pi i Margall va intentar establir un sistema polític descentralitzat, o 'cantonalista', en línies proudhonianes».

### Mort
Proudhon va morir a Passy el 19 de gener de 1865 i va ser enterrat a París al cementiri de Montparnasse.

## Filosofia

### Anarquisme
Proudhon va ser la primera persona que es va referir a si mateix com a «anarquista». El mutualisme anarquista de Proudhon és considerat com una via mitjana o síntesi entre l'anarquisme individualista i l'anarquisme social. Segons Larry Gambone, Proudhon era un «anarquista social individualista». Tant l'anarcocomunista Piotr Kropotkin com l'anarquista individualista Benjamin Tucker van definir l'anarquisme com «la forma de socialisme sense govern» i «l'abolició de l'Estat i l'abolició de la usura», respectivament. En això, Kropotkin i Tucker estaven seguint la definició de Proudhon, que afirmava que «no admetem el govern de l'home per l'home més que l'explotació de l'home per l'home».
A Què és la propietat?, publicat el 1840, Proudhon va definir l'anarquia com «l'absència d'un mestre, d'un sobirà» i va escriure que «l'home busca justícia en igualtat, per la qual cosa la societat busca ordre en l'anarquia». El 1849, Proudhon va declarar en Confessions d'un revolucionari que «qui em posa la mà per a governar-me és usurpador i tirà, i el declaro el meu enemic». En La idea general de la revolució (1851), Proudhon va instar una «societat sense autoritat». En un subcapítol anomenat «Què és el govern?», Proudhon va escriure:
| « | Ser GOVERNAT és ser vigilat, inspeccionat, espiat, dirigit, impulsat per la llei, numerat, regulat, inscrit, adoctrinat, predicat, controlat, comprovat, estimat, valorat, censurat, manat, per criatures que no tenen ni el dret ni la saviesa ni la virtut de fer-ho. Ser GOVERNAT és estar en cada operació, en cada operació assenyalada, registrada, comptabilitzada, gravada, segellada, mesurada, numerada, valorada, llicenciada, autoritzada, amonada, impedida, prohibida, reformada, corregida, castigada. Es tracta, sota pretext d'utilitat pública, i en nom de l'interès general, de ser col·locat sota contribució, perforat, fugit, explotat, monopolitzat, extorsionat, espremut, enganyat, robat; després, a la més mínima resistència, la primera paraula de denúncia, per ser reprimit, multat, vilipendiat, assetjat, caçat, maltractat, apallissat, desarmat, lligat, ofegat, empresonat, jutjat, condemnat, afusellat, deportat, sacrificat, venut, traït; i coronar-ho tot, burlat, ridiculitzat, destrossat, indignat, deshonrat. Això és govern; aquesta és la seva justícia; aquesta és la seva moralitat. | » |

Cap al final de la seva vida, Proudhon va modificar algunes de les seves opinions anteriors. A El principi de federació (1863), Proudhon va modificar la seva posició antiestatal anterior, defensant «l'equilibri de l'autoritat per la llibertat» i va proposar una «teoria del govern federal» descentralitzada. Proudhon també va definir l'anarquia de manera diferent com «el govern de cadascú per si mateix», que significava «que les funcions polítiques s'han reduït a funcions industrials, i que l'ordre social no sorgeix més que de transaccions i intercanvis». Aquest treball també va veure que Proudhon anomenava el seu sistema econòmic una «federació agroindustrial», argumentant que proporcionaria «disposicions federals específiques […] per protegir els ciutadans dels estats federats del feudalisme capitalista i financer, tant dins d'ells com a l'exterior del feudalisme financer» i així aturar la reintroducció del «treball assalariat». Això es deu al fet que «el dret polític requereix ser reforçat pel dret econòmic». A la Teoria de la propietat publicada pòstumament, Proudhon argumentava que «la propietat és l'únic poder que pot actuar com a contrapès a l'Estat». Per tant, «Proudhon podria retenir la idea de la propietat com a robatori, i alhora oferir-ne una nova definició com a llibertat. Hi ha la possibilitat constant d'abús, explotació, que significa robatori. Al mateix temps, la propietat és una creació espontània de la societat i un baluard contra el poder sempre invadint de l'Estat.»
Daniel Guérin va criticar la vida posterior de Proudhon afirmant que «molts d'aquests mestres no van ser anarquistes al llarg de la seva vida i les seves obres completes són passatges que no tenen res a veure amb l'anarquisme. Per posar un exemple: en la segona part de la seva carrera el pensament de Proudhon va fer un gir conservador. La seva verbosa i monumental De la Justice dans la Revolution et dans l'Eglise (1858) es va preocupar principalment pel problema de la religió i la seva conclusió estava lluny de ser llibertària.»

### Dialèctica
A Què és la propietat?, Proudhon va passar del rebuig al comunisme i a la propietat privada d'una manera dialèctica, buscant una «tercera forma de societat. [... ] Aquesta tercera forma de societat, la síntesi del comunisme i la propietat, l'anomenarem llibertat.» En el seu Sistema de contradicció econòmica, Proudhon va descriure la mutualitat com «la síntesi de les nocions de propietat privada i propietat col·lectiva».
El rebuig de Proudhon al comunisme obligatori i a la propietat privilegiada el va portar a una síntesi de comunisme llibertari i possessió, de la mateixa manera que l'aparent contradicció entre les seves teories de la propietat representa una antítesi que encara cal sintetitzar. Proudhon va afirmar que en presentar la teoria de «la propietat és llibertat», no està canviant d'opinió sobre la definició anterior de «la propietat és robatori». Proudhon no només es va basar en la «síntesi», sinó que també va destacar «l'equilibri» entre enfocaments com el comunisme i la propietat que aparentment no es poden conciliar del tot. El mutualista estatunidenc William Batchelder Greene va adoptar un enfocament similar en les seves obres de 1849-1850.

### Associació lliure
Per a Proudhon, el mutualisme implicava la lliure associació creant la democràcia industrial, un sistema on els llocs de treball serien «entregats a les associacions de treballadors organitzades democràticament». […] Volem que aquestes associacions siguin models per a l'agricultura, la indústria i el comerç, el nucli pioner d'aquella vasta federació d'empreses i societats teixides en el teixit comú de la República social democràtica.» Sota el mutualisme, els treballadors ja no vendrien la seva feina a un capitalista sinó que treballarien per a ells mateixos en cooperatives. Proudhon va instar «els treballadors a formar-se en societats democràtiques, amb igualtat de condicions per a tots els membres, sota pena de recaure en el feudalisme». Això es traduiria en «l'explotació capitalista i propietària, aturada a tot arreu, abolit el sistema salarial, intercanvi igualitari i just garantit».
Com assenyala Robert Graham, «el socialisme de mercat de Proudhon està indissolublement lligat a les seves nocions de democràcia industrial i d'autogestió dels treballadors». K. Steven Vincent assenyala en la seva anàlisi en profunditat d'aquest aspecte de les idees de Proudhon que «Proudhon va avançar constantment un programa de democràcia industrial que retornaria el control i la direcció de l'economia als treballadors». Per a Proudhon, «les associacions de treballadors forts […] permetrien als treballadors determinar conjuntament per eleccions com s'ha de dirigir i operar l'empresa en el dia a dia».

### Mutualisme
Proudhon va adoptar el terme mutualisme per a la seva marca d'anarquisme i socialisme que implicava el control dels mitjans de producció per part dels treballadors. En la seva visió, artesans autònoms, pagesos i cooperatives comercialitzarien els seus productes al mercat. Per a Proudhon, les fàbriques i altres grans llocs de treball serien dirigits per «associacions obreres» que operen en principis directament democràtics. L'estat seria abolit i en canvi la societat seria organitzada per una federació de «comunes lliures» (una comuna és un municipi local en francès). El 1863, Proudhon va escriure: «Totes les meves idees econòmiques desenvolupades durant vint-i-cinc anys es poden resumir en les paraules: federació agrícola-industrial. Totes les meves idees polítiques es redueixen a una fórmula semblant: federació política o descentralització».

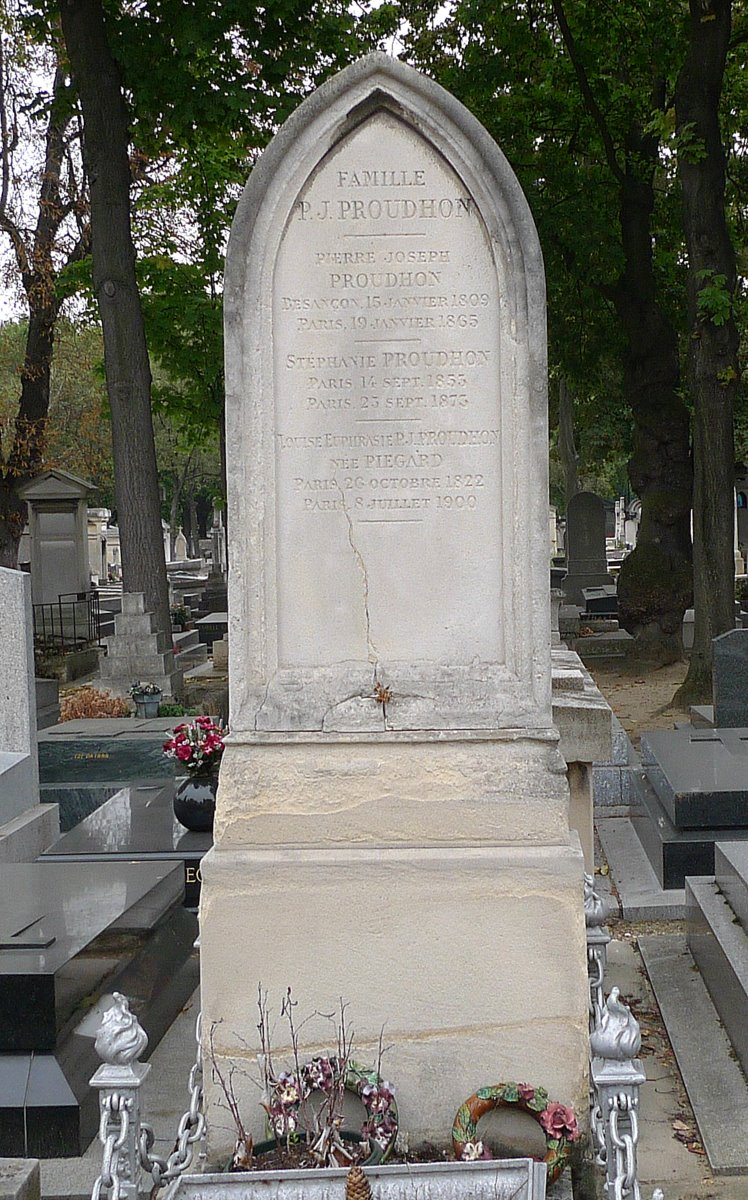
La tomba de Proudhon a París

Proudhon va anomenar aquest ús-propietat possessió (possessió) i aquest sistema econòmic mutualisme (mutualisme), tenint molts arguments en contra del dret a la terra i al capital, incloent-hi raons basades en la moral, l'economia, la política i la llibertat individual. Un d'aquests arguments era que permetia beneficis que, al seu torn, conduïen a la inestabilitat social i a la guerra, creant cicles de deute que finalment van superar la capacitat de la mà d'obra per pagar-los. Una altra va ser que va produir despotisme i va convertir els treballadors en treballadors assalariats sotmesos a l'autoritat d'un cap. A Què és la propietat?, Proudhon va descriure la llibertat que perseguia com «la síntesi del comunisme i la propietat », escrivint més endavant:
| « | La propietat, que actuava per exclusió i invasió, mentre la població augmentava, ha estat la causa vital i definitiva de totes les revolucions. Les guerres religioses, i les guerres de conquesta, quan s'han aturat a falta de l'extermini de les races, només han estat pertorbacions accidentals, aviat reparades per la progressió matemàtica de la vida de les nacions. La caiguda i la mort de les societats es deuen al poder d'acumulació que posseeixen els béns. | » |

Proudhon va continuar oposant-se a la propietat capitalista i estatal. A Teoria de la propietat, Proudhon va sostenir que «[ara] l'any 1840, vaig rebutjar categòricament la noció de propietat tant per al grup com per a l'individu», però després també afirma la seva nova teoria de la propietat que «la propietat és la força revolucionària més gran» que existeix, amb una capacitat inigualable d'oposar-se a l'autoritat» i la «funció principal de la propietat privada dins del sistema polític serà actuar com a contrapès al poder de l'Estat, i així assegurar la llibertat de l'individu». Tanmateix, els autors d'An Anarchist FAQ escriuen que «aquesta és una posició anarquista comuna. Els anarquistes són ben conscients que la possessió és una font d'independència dins del capitalisme i per això s'hauria de donar suport». Al mateix temps, Proudhon va continuar oposant-se a les concentracions de riquesa i propietat, defensant la propietat a petita escala associada als pagesos i els artesans. Proudhon també encara s'oposava a la propietat privada de la terra, escrivint: «El que no puc acceptar, pel que fa a la terra, és que el treball realitzat doni dret a la propietat del que s'ha treballat». A més, Proudhon encara creia que la propietat s'havia de distribuir de manera més equitativa i limitada en grandària a la qual realment utilitzen els individus, les famílies i les associacions de treballadors. Proudhon va donar suport el dret a l'herència i el va defensar «com un dels fonaments de la família i de la societat», però es va negar a estendre-ho més enllà de les possessions personals, argumentant que «amb la llei d'associació, la transmissió de la riquesa no no s'aplica als instruments de treball».
A conseqüència de la seva oposició al benefici, el treball assalariat, l'explotació obrera, la propietat de la terra i el capital, així com a la propietat de l'estat, Proudhon va rebutjar tant el capitalisme com el socialisme d'estat, incloent-hi el socialisme autoritari i altres formes autoritàries i obligatòries de comunisme que defensaven la propietat de l'estat. Els autors d'An Anarquista FAQ argumenten que la seva oposició al «comunisme» va ser perquè el comunisme llibertari, tot i tenir alguns precursors com François-Noël Babeuf, no seria tan estès fins després de la seva mort i per això, com Max Stirner, dirigia la seva crítica contra les diverses formes de comunisme d'estat que [existien]». Tot i que s'oposava al cobrament d'interessos i lloguers, Proudhon no va intentar abolir-los per llei, i va escriure: «Protesto que quan vaig criticar el conjunt d'institucions del qual la propietat és la primera pedra, mai vaig voler prohibir o suprimir, per decret sobirà, renda del sòl i interessos del capital. Crec que totes aquestes manifestacions de l'activitat humana han de romandre lliures i voluntàries per a tothom: no demano modificacions, restriccions o supressió, excepte les que resultin de manera natural i necessària de la universalització del principi de reciprocitat que proposo».

### Nacionalisme
Proudhon es va oposar a la dictadura, al militarisme, al nacionalisme i a la guerra, argumentant que «la fi del militarisme és la missió del segle xix, sota pena de decadència indefinida» i que «els treballadors sols són capaços de posar fi a la guerra creant equilibri econòmic. Això pressuposa una revolució radical en les idees i la moral.» Com assenyala Robert L. Hoffman, War and Peace «acaba condemnant la guerra sense reserves» i la seva «conclusió [és] que la guerra és obsoleta». El filòsof marxista John Ehrenberg va resumir la posició de Proudhon que «si la injustícia era la causa de la guerra, es va derivar que el conflicte no es podria eliminar fins que la societat es reorganitzés seguint línies igualitàries. Proudhon havia volgut demostrar que el regnat de l'economia política seria el regnat de la pau, trobant-se difícil de creure que la gent realment pensava que defensava el militarisme.»
Proudhon va argumentar que sota el mutualisme «no hi haurà més nacionalitat, ja no hi haurà pàtria, en el sentit polític de les paraules: només significaran llocs de naixement. L'home, de qualsevol raça o color que sigui, és un habitant de l'univers; la ciutadania és a tot arreu un dret adquirit.» Proudhon també va rebutjar la dictadura, afirmant a la dècada de 1860 que «el que jo seré sempre […] un republicà, fins i tot un demòcrata i un socialista en el negoci». Henri de Lubac va argumentar que pel que fa a la crítica de Proudhon a la democràcia «no hem de permetre que tot això ens enganyi. Les seves invectives contra la democràcia no eren les d'un contrarevolucionari. Estaven dirigits al que ell mateix anomenava «la falsa democràcia». [... ] Van atacar una «pseudodemocràcia» aparentment liberal que «no era econòmica i social», […] «una democràcia jacobina». Proudhon «no va voler destruir, sinó completar, l'obra de 1789» i tot i que «tenia rancor a la «vella democràcia», la democràcia de Robespierre i Marat», la va contrastar repetidament «amb una 'jove democràcia', que era una 'socialdemocràcia'»
Segons l'historiador de l'anarquisme George Woodcock, algunes posicions adoptades per Proudhon «s'aclareixen estranyament amb el seu anarquisme declarat». Woodcock va citar com a exemple la proposta de Proudhon que cada ciutadà faci un o dos anys de servei de milícia. La proposta va aparèixer al Program Revolutionaire, un manifest electoral emès per Proudhon després que se li demanés la candidatura a un càrrec al govern provisional. El text diu: «7° 'L'armée. – Abolition immédiate de la conscription et des remplacements; obligation pour tout citoyen de faire, pendant un ou deux ans, le service militaire; application de l'armée aux services administratifs et travaux d'utilité publique» («El servei militar per part de tots els ciutadans es proposa com a alternativa al servei militar obligatori i a la pràctica de «reemplaçament», per la qual aquells que podien evitar aquest servei»). En el mateix document, Proudhon també descriu la «forma de govern» que proposava com «una centralització anàloga a la de l'Estat, però en la qual ningú obeeix, ningú és dependent i tothom és lliure i sobirà».

### La propietat privada i l'estat
Proudhon va veure la propietat privilegiada com una forma de govern i que estava necessàriament recolzada i interrelacionada amb l'estat, escrivint que «la propietat privada de privilegi va cridar i manava l'Estat» i va argumentar que «des del primer es relacionava amb el terratinent i el capitalista la propietat del qual va derivar de la conquesta o l'explotació i només es va mantenir a través de l'estat, les seves lleis de propietat, la policia i l'exèrcit». Per tant, Proudhon distingia entre propietat i possessions personals (possessió) i propietat privada (propriété), és a dir , propietat productiva mentre que la primera tenia un valor d'ús directe per a l'individu que la posseïa. A diferència dels partidaris de la propietat capitalista, Proudhon va posar èmfasi en la igualtat i va pensar que tots els treballadors haurien de posseir propietats i tenir accés al capital, subratllant que en cada cooperativa «tot treballador de l'associació [ha de tenir] una participació indivisa en la propietat de l'empresa». En les seves obres posteriors, Proudhon va utilitzar propietat per significar possessió. Això va provocar que alguns anarquistes individualistes com Benjamin Tucker anomenessin la possessió com a propietat o propietat privada, provocant confusió dins del moviment anarquista i entre altres socialistes.

En els seus primers treballs, Proudhon va analitzar la naturalesa i els problemes de l'economia capitalista. Tot i que era profundament crític amb el capitalisme, Proudhon també es va oposar als contemporanis del moviment socialista que defensaven les formes jeràrquiques centralitzades d'associació o el control estatal de l'economia. En una seqüència de comentaris de Què és la propietat? (1840), publicat pòstumament a la Théorie de la propriété (Teoria de la propietat, 1863–1864), Proudhon va declarar al seu torn que «la propietat és robatori», «la propietat és impossible», «la propietat és despotisme» i «la propietat és llibertat».. Quan deia que «la propietat és robatori», Proudhon es referia al terratinent o capitalista que creia que «robava» els beneficis dels treballadors. Per a Proudhon, com va escriure en el sisè estudi de la seva Idea general de la revolució al segle xix, l'empleat del capitalista estava «subordinat, explotat: la seva condició permanent és d'obediència». A Què és la propietat?, Proudhon també va escriure:
| « | La propietat és físicament i matemàticament impossible. La propietat és impossible, perquè exigeix alguna cosa per res. La propietat és impossible perquè allà on existeix la producció costa més del que val. La propietat és impossible, perquè, amb un capital determinat, la producció és proporcional al treball, no a la propietat. La propietat és impossible, perquè és un homicidi. Sí, he atacat la propietat i tornaré a atacar-la . La propietat és un robatori- | » |

El poble finalment va legalitzar la propietat. Déu els perdoni, perquè no sabien què feien! Proudhon creia que la propietat il·legítima es basava en el domini (és a dir, el dret) i que això estava recolzat per la força. Tot i que aquesta força pot adoptar la forma de la policia a l'ús d'un estat, és el fet de la seva aplicació, no la seva forma, el que fa que sigui el que és. Proudhon va rebutjar el dret independentment de la font i va acceptar la possessió en funció de l'ocupació. Segons Proudhon, «[hi] hi ha diferents tipus de propietat: 1. La propietat pura i simple, el poder dominant i senyorial sobre una cosa; o, com l'anomenen, propietat nua. 2. Possessió. «La possessió», diu Duranton, «és una qüestió de fet, no de dret». Toullier: «La propietat és un dret, un poder legal; la possessió és un fet. El llogater, el pagès, la commandité, l'usdefructuari, són posseïdors; Són propietaris el propietari que lloga i presta per a l'ús, l'hereu que ha d'entrar en possessió a la mort d'un usufructuari.»

A Confessions d'un revolucionari, Proudhon també va escriure: 
| « | "Capital" […] en l'àmbit polític és anàleg al "govern". […] La idea econòmica del capitalisme, la política de govern o d'autoritat i la idea teològica de l'Església són tres idees idèntiques, lligades de diverses maneres. Atacar a un d'ells equival a atacar-los tots. […] El que el capital fa al treball, i l'Estat a la llibertat, l'Església ho fa a l'esperit. Aquesta trinitat de l'absolutisme és tan nefasta a la pràctica com a la filosofia. El mitjà més eficaç per oprimir el poble seria esclavitzar simultàniament el seu cos, la seva voluntat i la seva raó. | » |

En afirmar que la propietat és llibertat, Proudhon es referia no només al producte del treball d'un individu, sinó també a la casa del camperol o artesà i a les eines del seu ofici i als ingressos que rebia per la venda dels seus béns. Per a Proudhon, l'única font legítima de propietat és el treball. El que un produeix és propietat pròpia i qualsevol cosa més enllà d'això no ho és. Proudhon defensava l'autogestió dels treballadors i s'oposava a la propietat privada dels mitjans de producció. El 1848, Proudhon va escriure:
| « | Segons la llei d'associació, la transmissió de la riquesa no s'aplica als instruments de treball, per la qual cosa no es pot convertir en una causa de desigualtat. […] Som socialistes […] sota associació universal, la propietat de la terra i dels instruments de treball és propietat social. […] Volem que les mines, els canals, els ferrocarrils es cedeixin a les associacions obreres organitzades democràticament. […] Volem que aquestes associacions siguin models per a l'agricultura, la indústria i el comerç, el nucli pioner d'aquella vasta federació d'empreses i societats, unides en el vincle comú de la República democràtica i social. | » |

Proudhon també va advertir que una societat amb propietat privada portaria a relacions estatistes entre les persones, argumentant:
| « | El comprador dibuixa límits, es tanca i diu: 'Això és meu; cadascú per si mateix, cadascú per si mateix.' Heus aquí, doncs, un tros de terra sobre el qual, d'ara endavant, ningú no té dret a trepitjar, excepte el propietari i els seus amics; que no pot beneficiar a ningú, excepte el propietari i els seus servidors. Que aquests es multipliquin, i aviat la gent […] no tindrà on descansar, ni refugi, ni terra on conrear. Moriran de fam a la porta del propietari, a la vora d'aquella propietat que era el seu dret de naixement; i el propietari, veient-los morir, exclamarà: "Així moren els ociosos i els vagabunds". | » |

Segons Proudhon, el propietari, el lladre, l'heroi, el sobirà —perquè tots aquests títols són sinònims— imposa la seva voluntat com a llei, i no pateix ni contradicció ni control, és a dir, pretén ser el legislador i el poder executiu alhora […] [i així] la propietat engendra despotisme. [... ] Aquesta és tan clarament l'essència de la propietat que, per convèncer-s'hi, cal recordar què és i observar què passa al seu voltant. La propietat és el dret a utilitzar i abusar. [... ] [Si els béns són propietat, per què els propietaris no haurien de ser reis, i els reis despòtics, reis en proporció als seus drets dominicals ? I si cada propietari és senyor sobirà dins de l'esfera de la seva propietat, rei absolut en tot el seu propi domini, com podria un govern de propietaris ser més que caos i confusió?»

### La propietat
George Crowder escriu que la propietat a la qual s'oposen els anarquistes, inclòs Proudhon, «és bàsicament allò que no es guanya», és a dir, «coses com ara els interessos dels préstecs i els ingressos del lloguer. Això es contrasta amb els drets de propietat dels béns produïts pel treball del propietari o necessaris per a aquest treball, per exemple, la seva casa d'habitatge, la terra i les eines. Proudhon es refereix inicialment als drets legítims de propietat d'aquests béns com a «possessió», i encara que en el seu últim treball anomena aquesta «propietat», la distinció conceptual segueix sent la mateixa.»
Al final de la seva vida, Proudhon va argumentar per augmentar els poders del govern alhora que reforçava la propietat, fent-la més igualitària i generalitzada, per tal de contrarestar-la. Iain McKay assenyala que «l'èmfasi de Proudhon en l'antagonisme genuí entre el poder de l'estat i els drets de propietat» prové dels seus escrits posteriors, en què argumentava que els drets de propietat eren necessaris per controlar el poder estatal. Dit d'una altra manera, aquesta «heterodòxia» prové d'una època en què Proudhon no pensava que l'estat es pogués abolir i, per tant, «la propietat és l'únic poder que pot actuar de contrapès a l'Estat». Per descomptat, aquest «posterior» Proudhon també va reconèixer que la propietat era «un absolutisme dins d'un absolutisme», «per naturalesa autocràtica» i que la seva »política es podria resumir en una sola paraula», és a dir, «explotació». McKay escriu, a més, com «Proudhon argumenta que «escampar-la de manera més equitativa i establir-la amb més fermesa a la societat» és el mitjà pel qual la «propietat» »es converteix en una garantia de llibertat i manté l'Estat en un estat uniforme». En altres paraules, més que la «propietat» com a tal limitant l'estat, és la «propietat» dividida per parts iguals a través de la societat la clau, sense concentracions de poder econòmic i desigualtat que es tradueixin en explotació i opressió. Per tant, «la justícia simple... requereix que la divisió igualitària de la terra no només funcioni des del principi». Si no hi ha abús, s'ha de mantenir de generació en generació.»
David Hargreaves escriu que «irònicament, Proudhon no volia dir literalment el que va dir. La seva gosadia d'expressió estava destinada a emfatitzar, i per «propietat« volia que s'entengués el que més tard va anomenar «la suma dels seus abusos». Denunciava la propietat de l'home que la utilitza per explotar el treball aliè sense cap esforç per part seva, propietat distingida per interessos i rendes, per les imposicions del no productor al productor. Envers la propietat considerada com a «possessió» el dret de l'home a controlar el seu habitatge i la terra i les eines que necessita per viure, Proudhon no tenia cap hostilitat; de fet, el considerava com la pedra angular de la llibertat, i la seva principal crítica als comunistes era que volien destruir-la.» No obstant això, els comunistes que van des de Piotr Kropotkin fins a Karl Marx i Friedrich Engels estaven d'acord amb la distinció de Proudhon i no s'oposaven a la propietat personal, ni al que Proudhon anomenava «possessió», ni volien abolir-la.

### Revolució
Mentre que Proudhon va ser un revolucionari, la seva revolució no va significar una guerra civil o un trastorn violent, sinó més aviat la transformació de la societat. Aquesta transformació era essencialment de naturalesa moral i exigia la màxima ètica d'aquells que buscaven el canvi. Va ser la reforma monetària, combinada amb l'organització d'un banc de crèdit i d'associacions de treballadors, la que Proudhon va proposar utilitzar com a palanca per aconseguir l'organització de la societat en noves línies. Aquest socialisme ètic ha estat descrit com a part de la tradició socialista liberal que és per l'igualitarisme i els mercats lliures, amb Proudhon, entre altres anarquistes, prenent «un compromís per reduir l'esfera d'activitat de l'estat». James Boyle cita Proudhon dient que el socialisme és «tota aspiració cap a la millora de la societat» i després admet que «tots som socialistes» sota aquesta definició.
Sobre la Revolució Francesa de 1848 i la Segona República Francesa, Proudhon va adoptar una postura radical pel que fa als Tallers Nacionals, criticats per ser solidaris mentre criticava l'aixecament dels dies de juny per utilitzar la violència. La crítica de Proudhon a la Revolució de Febrer va ser que era «sense idea» i considerava algunes parts de la revolució massa moderades i altres massa radicals. Segons Shawn Wilbur, aquestes contradiccions van ser causades per la seva fase dialèctica amb el Sistema de Contradiccions Econòmiques i va ser propens a veure gairebé tots els seus conceptes clau com s'elaboraven en termes de contradiccions irreductibles.
Encara que el concepte revolucionari de poder dual va ser utilitzat per primera vegada per Vladimir Lenin, va ser conceptualment descrit per primer cop per Proudhon. Segons Murray Bookchin, «Proudhon va fer el brillant suggeriment, en el seu periòdic Le Représentant du peuple (28 d'abril de 1848), que la democràcia de masses dels clubs podria esdevenir un fòrum popular on l'agenda social de la revolució pogués ser preparada per a l'ús dels clubs, l’Assemblea Constituent, una proposta que essencialment hauria desactivat la potència dels clubs com a doble poder potencialment rebel».

### Socialisme
Proudhon s'autodenominava socialista, fou reconegut com un i encara ho és. Com un dels primers teòrics del socialisme llibertari, Proudhon es va oposar a la propietat estatal dels béns d'equip a favor de la propietat dels mateixos treballadors en associacions. Proudhon va ser una de les principals influències en la teoria de l'autogestió dels treballadors (autogestió) a finals del segle XIX i XX. Proudhon va rebutjar enèrgicament la propietat dels productes del treball per part dels capitalistes o de l'estat, argumentant a Què és la propietat? que si bé «la propietat en el producte […] no comporta propietat en els mitjans de producció», «el dret al producte és exclusiu» i «el dret als mitjans és comú». Proudhon ho va aplicar a la terra («la terra és […] una cosa «comuna») i als llocs de treball («tot el capital acumulat és propietat social, ningú no pot ser-ne el propietari exclusiu»). Proudhon va argumentar que mentre la societat posseïa els mitjans de producció o la terra, els usuaris els controlarien i els dirigirien (sota la supervisió de la societat) amb l'«organització de les societats reguladores» per tal de «regular el mercat».
A les dècades de 1840 i 1850, el socialisme va arribar a cobrir un ventall força ampli. Els escrits de Proudhon dels anys posteriors a la Revolució francesa de 1848 estan plens de passatges en què s'associava amb el socialisme, però es va allunyar de qualsevol sistema particular d’economia socialista o tipus de socialisme. Com a concepte ampli, el socialisme és una o més de diverses teories destinades a resoldre el problema laboral mitjançant canvis radicals en l'economia capitalista. Les descripcions del problema, les explicacions de les seves causes i les solucions proposades, com ara l'abolició de la propietat privada i el suport de les cooperatives, la propietat col·lectiva, la propietat comuna, la propietat pública o la propietat social, variaven entre les filosofies socialistes.
Proudhon no va fer cap crítica pública a Karl Marx o al marxisme perquè en vida de Proudhon Marx era relativament desconegut. Va ser només després de la mort de Proudhon que el marxisme es va convertir en un gran moviment. Tanmateix, va criticar els socialistes autoritaris i estatals de la seva època. Això incloïa el socialista francès Louis Blanc, de qui Proudhon va dir que «no voleu ni el catolicisme ni la monarquia ni la noblesa, però heu de tenir un Déu, una religió, una dictadura, una censura, una jerarquia, distincions i rangs. Per la meva banda, nego el teu Déu, la teva autoritat, la teva sobirania, el teu Estat judicial i totes les teves mistificacions representatives». Era el llibre de Proudhon Què és la propietat? que va convèncer el jove Marx que s'havia d'abolir la propietat privada. A La Sagrada Família, una de les seves primeres obres, Marx va afirmar: «No només Proudhon escriu en interès dels proletaris, sinó que és ell mateix un proletari, un obrer. La seva obra és un manifest científic del proletariat francès». Tanmateix, Marx no estava d'acord amb l'anarquisme de Proudhon i més tard va publicar una crítica viciosa a Proudhon. Marx va escriure La pobresa de la filosofia com a refutació de La filosofia de la pobresa de Proudhon. En les seves cartes, Proudhon va expressar el seu desacord amb les opinions de Marx sobre la revolució, afirmant: «Crec que no en tenim necessitat per tenir èxit; i que, per tant, no hem de proposar l'acció revolucionària com a mitjà de reforma social, perquè això vol dir que simplement seria una crida a la força, a l'arbitrarietat, en resum, una contradicció».
Més que l'anarquisme de Proudhon, Marx va contestar el que considerava la incomprensió de Proudhon sobre la relació entre treball, valor i preu, així com creure que l'atac de Proudhon a la propietat burgesa estava emmarcat en termes d'ètica burgesa en lloc de transcendir aquesta ètica del tot. Des d'aleshores, els anarquistes, entre d'altres, han criticat a Marx i als marxistes per haver distorsionat les opinions de Proudhon. Iain McKay argumenta que Marx va prendre de Proudhon molts conceptes com la seva crítica a la propietat privada, el socialisme científic i la plusvàlua. De la mateixa manera, Rudolf Rocker va argumentar que «trobem 'la teoria de la plusvàlua, aquest gran 'descobriment científic' del qual els nostres marxistes estan tan orgullosos, en els escrits de Proudhon». Edward Hyams va resumir que «des de [La pobresa de la filosofia] cap bon marxista ha hagut de pensar en Proudhon. Tenen el que és llet materna per a ells, un judici ex cathedra.» Malgrat les seves diatribes personals, Marx sempre va mantenir un cert respecte per Proudhon, encara que això no va impedir que Marx expulsés el seguidor de Proudhon Mikhail Bakunin (malgrat les seves crítiques a Proudhon) i els seus partidaris de la Primera Internacional. En el seu obituari de Proudhon que va ser escrit el 24 de gener de 1865, gairebé dues dècades després de La pobresa de la filosofia, Marx va dir que Què és la propietat? «va fer època».

### Propietat social
Tot i que afavoria la propietat individual per a les petites propietats, Proudhon va defensar la propietat social i les cooperatives obreres o associacions de treballadors i consells de treballadors similars. Proudhon va defensar la democràcia industrial i va defensar repetidament que els mitjans de producció i la terra s'havien de socialitzar. A Què és la propietat?, Proudhon va escriure que «la terra és indispensable per a la nostra existència, per tant, una cosa comuna, i no susceptible d'apropiació». En una carta a Louis Auguste Blanqui l'any 1841, Proudhon va escriure que «tot el capital, sigui material o mental, que és el resultat del treball col·lectiu, és, en conseqüència, propietat col·lectiva».

En el seu manifest electoral per a les eleccions a l'Assemblea Constituent francesa de 1848, Proudhon va escriure:
| « | Perquè aquest valor o riquesa, produït per l'activitat de tots, és pel fet mateix de la seva creació una riquesa col·lectiva, l'ús de la qual, com el de la terra, es pot dividir, però que com a propietat roman indivisa. [... ] En definitiva, la propietat en capital és indivisible i, per tant, inalienable, no necessàriament quan el capital és increat, sinó quan és comú o col·lectiu. [... ] no apropiació dels instruments de producció [... ] Jo, d'acord amb tots els precedents, anomeno […] destrucció de béns. De fet, sense l'apropiació d'instruments, la propietat no és res. | » |

En una carta a Pierre Leroux el 1849, Proudhon va escriure:
| « | Segons la llei d'associació, la transmissió de la riquesa no s'aplica als instruments de treball, per la qual cosa no es pot convertir en una causa de desigualtat. [... ] Som socialistes […] sota associació universal, la propietat de la terra i dels instruments de treball és propietat social. [... ] M'heu dit, i realment no sé on podríeu trobar això, que la propietat dels instruments de treball ha de romandre per sempre en mans de l'individu i no organitzada. Aquestes paraules estan en cursiva, com si les haguéssiu aixecada d'algun lloc dels meus llibres. [... ] Però no se'n dedueix en absolut […] que vull veure perdurar per a tota l'eternitat la propietat individual i la no organització dels instruments de treball. Mai he escrit ni pronunciat res semblant: i he argumentat el contrari cent vegades més. [... ] Nego tota mena de domini propietari. Ho nego, precisament perquè crec en un ordre en què els instruments de treball deixaran d'apropiar-se i, en canvi, es compartiran; on tota la terra quedarà despersonalitzada. | » |

## Posicions polèmiques

### Protofeixisme
Encara que durant molt de temps considerat un pare fundador de l'anarquisme i part de l’esquerra francesa, alguns han intentat vincular-lo a l'extrema dreta. Va ser utilitzat per primera vegada com a referent al Cercle Proudhon, una associació de dretes formada el 1911 per Georges Valois i Edouard Berth. Tots dos havien estat reunits pel sindicalista Georges Sorel, però tendirien cap a una síntesi de socialisme i nacionalisme, barrejant el mutualisme de Proudhon amb el nacionalisme integralista de Charles Maurras. El 1925, Georges Valois va fundar la Faisceau, la primera lliga feixista, que va prendre el nom del fasci de Benito Mussolini. Zeev Sternhell, historiador del feixisme, en particular dels feixistes francesos.
En resposta, K. Steven Vincent afirma que «argumentar que Proudhon era un protofeixista suggereix que mai no s'ha mirat seriosament els escrits de Proudhon». Proudhon va tenir una gran influència en el moviment socialista anarquista i no anarquista. Als Estats Units, Proudhon va influir en sectors progressistes radicals i líders obrers, entre ells anarquistes individualistes com Joseph Labadie, Dyer Lum i Benjamin Tucker. A França, la influència de Proudhon sobre el socialisme francès, inclosa la Comuna de París, va ser superada pel socialisme marxista només a principis del segle xx. Els proudhonistes formaven una important facció francesa a la Primera Internacional i el pensament de Proudhon va influir fortament en el debat als cercles socialistes francesos i belgues molt abans del Cercle Proudhon. George Woodcock va afirmar que «Sorel, les idees del qual es van desenvolupar més plenament a les seves Reflexions sobre la violència, no tenia cap connexió directa amb el moviment sindicalista, i va ser repudiat».
L'anarquista Albert Meltzer ha argumentat que tot i que Proudhon utilitzava el terme anarquista, no n'era un i que mai no es va dedicar a «activitats o lluita anarquistes», sinó més aviat a «activitats parlamentàries». Proudhon també va participar en un intercanvi de cartes publicades entre 1849 i 1850 amb l'economista de l’Escola Liberal Francesa Frédéric Bastiat discutint la legitimitat dels interessos. Tal com va argumentar Robert Leroux, Bastiat tenia la convicció que la doctrina contra els interessos de Proudhon «era la completa antítesi de qualsevol enfocament seriós». Proudhon va perdre la calma i va declarar a Bastiat: «La teva intel·ligència està adormida, o més aviat mai ha estat despert. Ets un home per a qui la lògica no existeix. No escoltes res, no entens res. Estàs sense filosofia, sense ciència, sense humanitat. La teva capacitat de raonar, com la teva capacitat de parar atenció i fer comparacions, és zero. Científicament, senyor Bastiat, vostè és un home mort.»

### Antisemitisme
Stewart Edwards, editor de Selected Writings of Pierre-Joseph Proudhon, remarca que «els diaris de Proudhon (Carnets, ed. P. Haubtmann, Marcel Rivière, París 1960 fins ara) revelen que tenia sentiments d'odi gairebé paranoics contra els jueus. El 1847, es va plantejar publicar un article contra la raça jueva, que va dir que «odiava». L'article proposat hauria «demanat l'expulsió dels jueus de França». Hauria afirmat: «El jueu és l'enemic de la raça humana. Aquesta raça s'ha de tornar a l'Àsia o exterminar-la. H. Heine, A. Weil i altres són simplement espies secrets; Rothschild, Crémieux, Marx, Fould, malvats homes colèrics, envejosos, amargs que ens odien». Proudhon va diferenciar el seu antisemitisme del de l'Edat Mitjana, presentant-lo com a quasi científic: «El que els pobles de l'Edat Mitjana odiaven per instint, ho odio amb reflexió i de manera irrevocable».
L'any 1945, J. Salwyn Schapiro va argumentar que Proudhon era un racista, «un glorificador de la guerra per ell mateix» i que la seva «advocació de la dictadura personal i el seu elogi del militarisme difícilment es poden igualar en els escrits reaccionaris d'ell». Altres estudiosos han rebutjat les afirmacions de Schapiro. Robert Graham afirma que si bé Proudhon era personalment racista, «l'antisemitisme no formava part del programa revolucionari de Proudhon».
En una introducció a les obres de Proudhon titulada La propietat és robatori! A Pierre-Joseph Proudhon Anthology, Iain McKay, autor d'An Anararchist FAQ, adverteix els lectors dient que «això no vol dir que Proudhon no tingués defectes, perquè en tenia molts» i afegint la nota següent:
| « | No va ser constantment llibertari en les seves idees, tàctiques i llenguatge. Els seus fanatismes personals són repugnants i pocs anarquistes moderns els tolerarien, és a dir, el racisme i el sexisme. Va prendre algunes males decisions i de tant en tant va malparlar als seus quaderns privats (on expressava el pitjor del seu antisemitisme). Tot i que va situar la seva defensa de la família patriarcal al nucli de les seves idees, aquestes estan en contradicció directa amb les seves pròpies idees llibertàries i igualitàries. Pel que fa al racisme, de vegades reflectia els supòsits i els prejudicis poc il·lustrats del segle xix. Tot i que això sí que apareix a la seva obra pública, aquests esclats són tan poc freqüents com a part (generalment una observació o caricatura antisemita passatgera extremadament infreqüent). En resum, «el racisme mai va ser la base del pensament polític de Proudhon» | » |

L'historiador Frédéric Krier deixa clars els elements antisemites que hi conté:
- sentiments de suposada superioritat cristiana i inferioritat jueva, per exemple a Essai de grammaire générale (1837) o 'Le Miserere, ou la pénitence d'un roi' (1845);
- principis clàssics de l'antijudaisme, com culpar «els jueus» per la crucifixió de Jesús, per exemple en les contribucions a l’Encyclopédie catholique (1839–40) i a De la Justice dans la Révolution et dans l'Église (1858);
- l'associació dels jueus amb els diners, l'especulació i l'explotació, per exemple a Qu'est-ce que la propriété ? Premier Mémoire (1840), Résumé de la question sociale. Banque d'échange (1848) i Manuel du spéculation à la bourse (1853);
- la propagació de conspiracions i paranoies: es diu que els jueus controlen la premsa i actuen com a amos secrets de la política mundial, independentment de si l'estat està governat democràticament o per un monarca, per exemple, en una carta a Mathey (gener de 1862) i en Currículum de la pregunta social. Banque d'echange (1848);
- una noció völkisch, racista i xenòfoba de la ciutadania, en la qual els jueus són vilipendiats com a paràsits, persones sense llar que mai poden ser ciutadans de França, sempre romandran «estrangers» i són inherentment incapaços d'actuar creador, per exemple a Césarisme et christianisme (1883).) i als Carnets (1960-1973);
- una creença en els jueus com a inventors de constitucions, com a protectors de l'autoritat política i com a instigadors de la «decadència moral» en la societat moderna: homosexualitat, idolatria i adulteri, per exemple a Les confessions d'un revolucionari (1851) i a De la Justice dans la Révolution et dans l'Église (1858).[113]

### Antifeminisme
Proudhon va expressar opinions fortament patriarcals sobre la naturalesa de les dones i el seu paper adequat en la família i la societat en general. En els seus Carnets (Quaderns), inèdits fins als anys 60, Proudhon sostenia que l'elecció de la dona era ser «cortesana o mestressa de casa». Per a una dona, un home és «un pare, un cap, un mestre: sobretot, un mestre». La seva justificació per al patriarcat era que els homes suposaven una força física més gran, i va recomanar que els homes utilitzessin aquesta força per subordinar les dones, dient que «[una] dona no odia en absolut ser utilitzada amb violència, fins i tot ser violada». En el seu estudi de Gustave Courbet, que va pintar el retrat de Proudhon i els seus fills (1865), la historiadora de l'art Linda Nochlin assenyala que, al costat de les seves primeres articulacions de l'anarquisme, Proudhon també va escriure La Pornocratie ou les femmes dans les temps modernes, descrita com «el tracte antifeminista més consistent de la seva època, o potser, qualsevol altre» i que «suscita totes les qüestions principals sobre la posició de la dona en la societat i la seva sexualitat amb una intensitat paranoica inigualable en cap altre text».
La defensa del patriarcat per part de Proudhon no va ser indiscutible en vida; el comunista llibertari Joseph Déjacque va atacar l'antifeminisme de Proudhon com una contradicció dels principis anarquistes. Déjacque es va dirigir a Proudhon «o bé 'defineixes l'explotació de la dona per part de l'home' o 'no et descriguis com a anarquista'».

## Obres
- Qu'est ce que la propriété? Ou recherches sur le principe du droit et du gouvernement (1840)
- Avertissement aux propriétaires (1841)
- Système des contradictions économiques ou Philosophie de la misère (1846)
- Solution du problème social (1848)
- Les Confessions d'un révolutionnaire pour servir à l'histoire de la Révolution de Febrer (1849)
- Idée générale de la révolution au XIXe siècle (1851)
- Le manuel du spéculateur à la bourse (1853)
- De la justice dans la révolution et dans l'Église. Nouveaux Principes de philosophie pratique (1858)
- La Guerre et la Paix (1861)
- Du principe Fédératif (1863)
- De la capacité politique des classes ouvrières (1865)
- Du principe de l'art et de sa destination sociale (1865)
- Théorie de la propriété (1866)
- Théorie du mouvement constitutionnel (1870)
- Du principe de l'art (1875)
- Correspondances (1875)
- La Pornocratie ou les femmes dans les temps modernes (1875, pòstumament)